# Marcia Hall
Marcia Hall (Washington D. C., 1939), que firma sus publicaciones como Marcia B. Hall (la "B" proviene de su apellido de soltera, Brown), es una historiadora del arte de nacionalidad estadounidense. Ocupa el cargo de Laura H. Carnell Professor of Renaissance Art en la Tyler School of Art and Architecture de Temple University (Filadelfia). Su ámbito de estudios es la pintura italiana del Renacimiento, principalmente el siglo XVI (Cinquecento) y particularmente Rafael y Miguel Ángel.

## Biografía
Es hija de Charles Edward Brown (1894–1949), un ejecutivo de negocios, y Frances Peebles (luego Ocheltree) (1901–1991).
Cursó estudios en el Wellesley College, donde se graduó en 1960. En 1961 se casó con Charles Arthur Mann Hall (1924–1990), que entonces ocupaba el cargo de diácono de la Wellesley's Chapel. En 1962 obtuvo el MA en el Radcliffe College y en 1963 un Fulbright Fellowship para investigar su dissertation sobre la reforma de finales del siglo XVI en las iglesias florentinas de Santa Maria Novella y Santa Croce, supervisada por Sydney Joseph Freedberg en la Harvard University. Fue la primera en descubrir el coro alto de ambas iglesias, que había sido eliminado, siguiendo las directrices de la Contrarreforma, por Giorgio Vasari. Se doctoró por Harvard en 1967. Ha impartido clases de historia del arte relativas al Renacimiento italiano en Temple University desde 1973.
Entre las instituciones donde trabajó como profesora visitante estuvieron el Institute for Advanced Study de Princeton (1987–1988), y por dos veces en I Tatti de Florencia.

## Obras
- 1979. Renovation and Counter-Reformation: Vasari and Duke Cosimo in Santa Maria Novella and Santa Croce, 1565–77. New York, NY: Oxford University Press.
- 1990. After Raphael: Painting in Central Italy in the Sixteenth Century. Cambridge, England: Cambridge University Press. ISBN 0-521-48245-3
- 1992. Color and Meaning: Practice and Theory in Renaissance Painting. Cambridge, England: Cambridge University Press.[5][6][7][8] En esta obra propone la existencia de cuatro modos pictóricos canónicos del Renacimiento: el chiaroscuro, el sfumato, el cangiante y la unione.
- 2002. Michelangelo. The Frescoes of the Sistine Chapel. New York, NY: Harry N. Abrams.[9]
- 2005. The Cambridge Companion to Raphael (ed.) Cambridge, England: Cambridge University Press.[10]
- 2011. The Sacred Image in the Age of Art: Titian, Tintoretto, Barocci, El Greco, Caravaggio. London and New York: Yale University Press.[11][12]
- 2019. The Power of Color: Five Centuries of European Painting. New Haven: Yale University Press.[13]